# Liste des maires de Château-Chinon (Ville)
Cet article dresse une liste par ordre de mandat des maires de Château-Chinon (Ville).

## Liste des maires

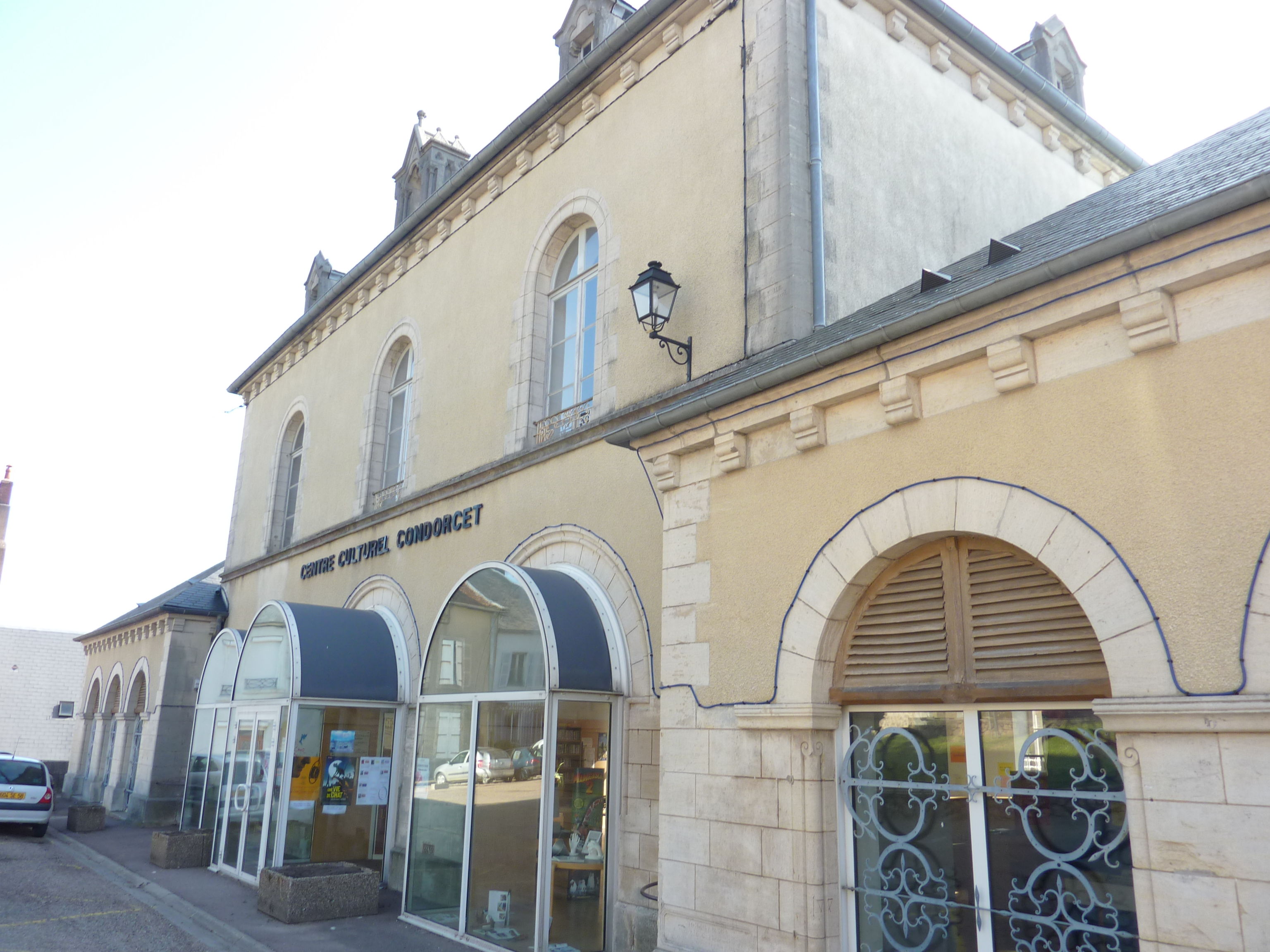
L'ancien hôtel de ville de Château-Chinon (Ville), actuel centre culturel Condorcet.

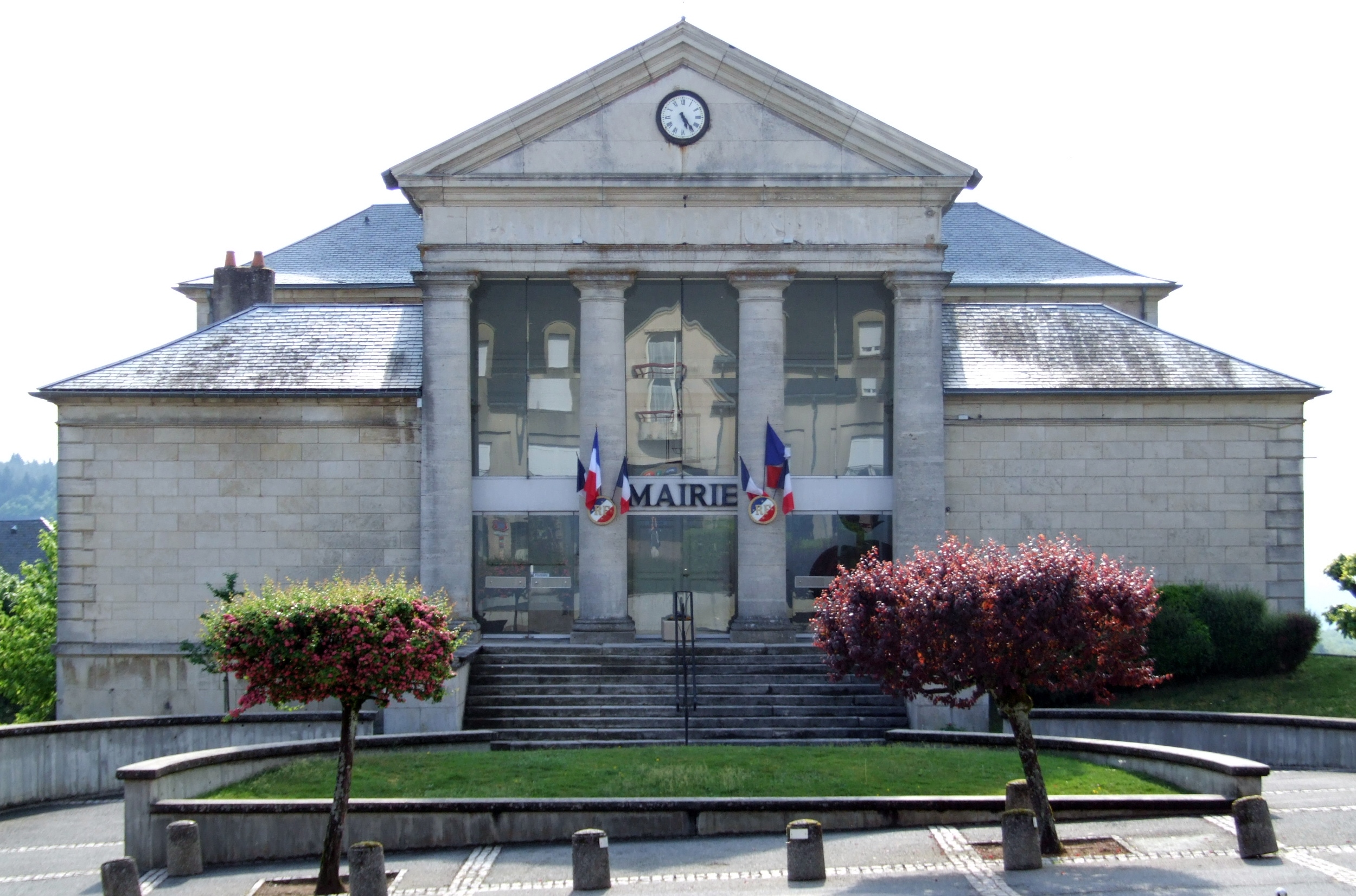
L'actuel hôtel de ville de Château-Chinon (Ville), ancien palais de Justice.

| Période         | Période          | Identité                                                  | Étiquette | Qualité |
| --------------- | ---------------- | --------------------------------------------------------- | --------- | --- |
| 1786            | 1789             | Claude Étignard de la Faulotte                            |           | |
| 1789            | 1795             | Jean François Millien de Dommartin, Jean Jacques Letouffe |           | |
| 1795            | 1800             | Jean-Baptiste Colon                                       |           | |
| 1800            | 1803             | Sébastien Pelle Dechausse                                 |           | |
| 1803            | 1815             | Jean-Baptiste Vialay                                      |           | |
| 1815            | 1815             | François Marie Buteau                                     |           | |
| 1815            | 1817             | Jean-Baptiste Vialay                                      |           | |
| 1817            | 1818             | Claude Étignard de la Faulotte                            |           | |
| 1818            | 1831             | Claude-Lazare Buteau                                      |           | |
| 1831            | 1836             | Jean-Baptiste Vialay                                      |           | |
| 1836            | 1843             | Louis Hottet Delaplace                                    |           | |
| 1845            | 1846             | Jean-Baptiste Vialay                                      |           | |
| 1846            | 1848             | Louis-César Coquard                                       |           | |
| 1848            | 1853             | Germain Périer                                            |           | |
| 1853            | 1861             | Louis-Antoine Richou                                      |           | |
| 1861            | 1870             | Auguste Thirault                                          |           | |
| 1870            | 1870             | Jacques-François Gudin du Pavillon                        |           | |
| 1870            | 1872             | Germain Périer                                            |           | |
| 1872            | 1874             | Jacques-François Gudin du Pavillon                        |           | |
| 1874            | 1876             | Louis Moreau                                              |           | |
| 1877            | 1877             | Jacques-François Gudin du Pavillon                        |           | |
| 1877            | 1877             | Edmond Bogros                                             |           | |
| 1878            | 1882             | Jacques-François Gudin du Pavillon                        |           | |
| 1882            | 1889             | Vivant Gaillard                                           |           | |
| 1889            | 1900             | Pierre-Antoine Ducray                                     |           | |
| 1900            | 1903             | Gaston Boulin                                             |           | |
| 1903            | 1904             | Georges Duprey                                            |           | |
| 1904            | 1906             | Pierre-Antoine Ducray                                     |           | |
| 1906            | 1914             | Georges Duprey                                            |           | |
| 1914            | 1919             | Maurice Passard Félicien Noël A. Dumond Henri Genty       |           | Adjoints ayant fait fonction de maire |
| 1919            | 1921             | Jean-Marie Thévenin                                       |           | |
| 1921            | 1929             | Antoine Deschamps                                         |           | |
| 1929            | 1934             | Jean-Marie Thévenin                                       |           | |
| 1934            | 1935             | Charles Vorbe                                             |           | |
| 1935            | 1937             | Émile Loiseau                                             |           | |
| 1937            | 1942             | Claude Coudant                                            |           | |
| 1942            | 1944             | Gérald Bouvot                                             |           | |
| 1944            | 1945             | Robert Berthe                                             |           | |
| 1945            | 1947             | Léon Bondoux                                              | SFIO      | Conseiller général Député |
| 1947            | 1951             | Joseph Michot                                             |           | |
| 1951            | 1959             | Robert Mantin                                             | SFIO      | |
| 1959            | mai 1981         | François Mitterrand                                       | PS        | Conseiller général Député Sénateur 1er secrétaire du PS Président de la République (1981-1995)                                                       |
| mai 1981        | 2008             | René-Pierre Signé                                         | PS        | Médecin Sénateur |
| 2008            | 28 mars 2014     | Henri Malcoiffe                                           | PS        | Commerçant Conseiller municipal (2014-) Conseiller général                                                                                           |
| 28 mars 2014,   | 1er octobre 2017 | Guy Doussot                                               | PS        | Inspecteur d'assurance à la retraite Adjoint au maire 1er adjoint au maire Président de la CC du Haut-Morvan Chevalier de l'ordre national du Mérite |
| 8 octobre 2017, | 2020             | Jean-Jacques Pic                                          | PS        | Inspecteur des finances honoraire 1er adjoint au maire (2014-2017)                                                                                   |
| 2020            | en cours         | Chantal-Marie Malus                                       | DVC       | Enseignante |